# Estadilla
Estadilla est une municipalité de la comarque de Somontano de Barbastro, dans la province de Huesca, dans la communauté autonome d'Aragon en Espagne.

## Histoire
- Forau del Cocho, site archéologique protégé par l'UNESCO en tant que patrimoine mondial depuis 1998.

## Personnalités
- Íñigo Abbad y Lasierra, historien bénédictin, né à Estadilla en 1475